# Suikerlijm
Suikerlijm is een lijm die gemaakt is van een waterige oplossing van poedersuiker.
Het is een lijm die wordt gebruikt bij het aan elkaar plakken van snoepjes voor bijvoorbeeld kinderfeestjes of surprises.
Suikerlijm is een plakkerige substantie die veel weg heeft van suikerglazuur en wordt meestal met behulp van een kwastje op het snoep gesmeerd. Zodra de lijm opgedroogd is, zit het snoep aan elkaar vast. 
De lijm wordt meestal gemaakt door wat water met veel poedersuiker (in een verhouding van ongeveer 1:6,5) goed te mengen. Het wordt ook weleens gemaakt met siroop of met eiwit in plaats van water.